# جولیان رینگهوف
جولیان رینگهوف (انگلیسی: Julian Ringhof؛ زادهٔ ۲۱ فوریهٔ ۱۹۸۹) بازیکن فوتبال اهل آلمان است.
از باشگاه‌هایی که در آن بازی کرده‌است می‌توان به باشگاه فوتبال فینیکس رایزینگ اشاره کرد.